# Lydia Fox
Lydia Fox (Londres, 7 de junio de 1979) es una actriz británica, más conocida por ser parte de la familia Fox.

## Biografía
Es hija del actor James Fox y de Mary Elizabeth Piper, sus hermanos son los actores Laurence Fox, Jack Fox, Robin Fox y Thomas Fox. 
Sus tíos son el actor Edward Fox y el productor cinematográfíco Robert Fox, Sus primos son los actores Emilia Fox,  Freddie Fox y Lucy Arabella Fox, Vizcondesa de Gormanston. 
Sus abuelos paternos fueron Robin Fox, un agente de teatro y la actriz Angela Muriel Darita Worthington, media hermana del escritor Frances Donaldson. 
Su bisabuelo fue el dramaturgo Frederick Lonsdale y su tatarabuelo el empresario industrial Samson Fox.
También es familiar de las fallecidas actrices Lily Hanbury, su hermana mayor Hilda Hanbury, madre de su abuelo paterno, Robin y Mary Hanbury.
El 8 de septiembre de 2007 se casó con el actor y guionista Richard Ayoade.

## Carrera
En 2007 apareció como invitada en la serie Secret Diary of a Call Girl. Ese mismo año apareció en la serie cómica The IT Crowd, donde interpretó a Laura, en Lilies, y en la serie médica Holby City, donde interpretó a Paloma Duncan.
En 2010 obtuvo un papel en la película Submarine, escrita y dirigida por su esposo Ayoade.

## Filmografía

### Serie de televisión
| Año  | Título                      | Papel                   | Notas                           |
| ---- | --------------------------- | ----------------------- | ------------------------------- |
| 2007 | Secret Diary of a Call Girl | Agente de Bienes Raíces | episodio # 1.1                  |
| 2007 | The IT Crowd                | Laura                   | episodio "The Work Outing"      |
| 2007 | Lilies                      | Marianne Parks          | episodio "The Release"          |
| 2007 | Holby City                  | Paloma Duncan           | episodio "Blood Ties"           |
| 2004 | Garth Marenghi's Darkplace  | Esposa de Rick          | episodio "Skipper the Eyechild" |

### Películas
| Año  | Título              | Personaje     | Notas                                                                              |
| ---- | ------------------- | ------------- | ---------------------------------------------------------------------------------- |
| 2010 | Submarine           | Miss Dutton   | junto a Noah Taylor, Paddy Considine, Craig Roberts, Yasmin Paige & Sally Hawkins  |
| 2006 | Someone Else        | Novia de Matt | junto a Hugo Chamberlain, Chris Coghill, Susan Lynch & Stephen Mangan              |
| 2004 | AD/BC: A Rock Opera | Wise          | junto a Richard Ayoade, Matt Lucas, Laurence Fox, Noel Fielding & Sophie Winkleman |
| -    | Home from Home      | -             | -                                                                                  |
| -    | Perambulans         | -             | -                                                                                  |

### Teatro
| Año  | Obra                      | Personaje | Director (a)       | Teatro                   |
| ---- | ------------------------- | --------- | ------------------ | ------------------------ |
| -    | Walk Hard                 | Sadie     | Nicholas Kent      | The Tricycle Theatre     |
| 2004 | The Little Mermaid        | Undine    | Sue Parrish        | Sphinx Theatre           |
| 2004 | Holy Terror               | Samantha  | Laurence Boswell   | ATG Theatre              |
| -    | Twelfth Night             | Viola     | Charlotte Conquest | Creation Theatre Company |
| -    | Romeo and Juliet          | Juliet    | Simon Godwin       | Sphinx Theatre           |
| -    | Tony Ponzi Presents       | -         | Alicia Bragg       | ATG Theatre              |
| -    | Shakers                   | -         | Leandra Ashton     | -                        |
| -    | The House of Bernada Alba | Angustius | Jonathan Davies    | Sphinx Theatre           |
| -    | Old Times                 | Kate      | Adrian Ellis       | -                        |